# Assesse
Assesse è un comune belga di 6 334 abitanti situato nella provincia vallona di Namur.